# Arie Nederlof
Arie Bastiaan (Arie) Nederlof (Rotterdam, 20 maart 1908 - Velsen, 1 april 1988) was een Nederlands classicus en schoolbestuurder.
Nederlof promoveerde in 1940 aan de Rijksuniversiteit Leiden op een proefschrift over Plutarchus' Leven van Pyrrhus. Ook publiceerde hij Pyrrhus van Epirus: zijn achtergronden, zijn tijd, zijn leven (historie en legende) (1978). 
Hij werkte in Zaandam en Velsen als leraar klassieke talen; van het Gymnasium Felisenum in Velsen was hij van 1959 tot zijn pensioen in 1973 rector.
Samen met Onno Damsté schreef Nederlof Via Recta, een leermethode Latijn.